# Ambroise Félix Desprez
Ambroise Félix Desprez est un homme politique français né le 11 mars 1754 à Saint-Lô (Manche) et décédé à une date inconnue.
Vice-président du directoire du département, il est député de la Manche de 1791 à 1792, siégeant dans la majorité. Sous le Directoire, il devient inspecteur des eaux et forêts, puis conseiller de préfecture en 1800.

## Sources
- « Ambroise Félix Desprez », dans Adolphe Robert et Gaston Cougny, Dictionnaire des parlementaires français, Edgar Bourloton, 1889-1891 [détail de l’édition]